# Aleftina Pryakhina
Aleftina Pryakhina est une gymnaste artistique soviétique, née à Achgabat (RSS du Turkménistan) le 13 juin 1972.

## Palmarès

### Championnats d'Europe
- Moscou 1987
  -  médaille d'argent au concours général individuel
  -  médaille de bronze au sol